# Chi ti ha dato la patente?
Chi ti ha dato la patente? è stato un programma televisivo della Rai di genere telequiz, condotto da Mascia Cantoni e trasmesso sul Secondo Canale dal 23 giugno al 31 ottobre 1967.

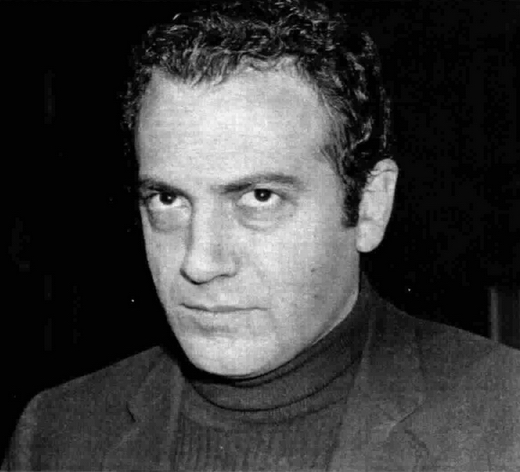
Enrico Vaime, uno degli autori del programma

## Il programma
Il programma, registrato negli studi Rai della Fiera di Milano vedeva la partecipazione di quattro concorrenti in ogni puntata, che rispondevano a domande relative alla guida e al codice stradale; gli autori erano Italo Terzoli ed Enrico Vaime.
Ospiti fissi del programma erano i comici Ric e Gian.
In questo programma la Cantoni fu la prima donna della televisione italiana a condurre un programma senza l’abbinamento con un personaggio maschile, all'epoca obbligatorio.
Tra gli ospiti musicali del programma sono da ricordare i Trolls, Miranda Martino, Nicola Arigliano e i Ragazzi del Sole.
La sigla finale era Un caso di follia, cantato da Antoine